# Ozola liwana
Ozola liwana là một loài bướm đêm trong họ Geometridae.